# Dioscorea menglaensis
Dioscorea menglaensis là một loài thực vật có hoa trong họ Dioscoreaceae. Loài này được H.Li mô tả khoa học đầu tiên năm 1983.